# Rolf Jobst
Rolf Jobst   (Ebersbach, 31 de març de 1951 - Berlín, 27 de gener de 2020) és un remer alemany, ja retirat, que va competir sota bandera de la República Democràtica Alemanya durant les dècades de 1960 i 1970.
El 1972 va prendre part en els Jocs Olímpics d'Estiu de Múnic, on guanyà la medalla de plata en la prova del quatre amb timoner del programa de rem. Formà equip amb Dietrich Zander, Reinhard Gust, Eckhard Martens i Klaus-Dieter Ludwig.
En el seu palmarès també destaquen una medalla d'or al Campionat del Món de rem de 1970 i dues medalles de plata al Campionat d'Europa de rem, el 1971 i 1973.